# Igor Tadić
Igor Tadić (Loznica, 4 luglio 1986) è un ex calciatore svizzero di origine serba, di ruolo attaccante.

## Carriera
Dopo aver esordito la sua carriera nello Zugo, approda al Kriens in Challenge League. Durante la stagione 2011-2012 segna 17 reti in campionato consentendogli di approdare in Super League, firmando un contratto con lo San Gallo. Con la maglia biancoverde scende in campo otto volte, per poi firmare un contratto di un anno con opzione per due altri con il Servette, appena relegato in Challenge League. Fa il suo esordio ufficiale con la maglia granata, il 13 luglio 2013 sul campo del Wohlen durante la prima partita della stagione segnando un gol, riprendendo di testa una respinta del portiere Flamur Tahiraj in seguito ad un tiro dell'esordiente Kevin Bua, siglando così il gol vittoria della partita (risultato finale di 2-1 per gli ospiti). Firma la sua unica doppietta in occasione della sua ultima partita con la squadra ginevrina il 14 maggio 2014 contro il Wil. Il 20 maggio viene annunciato il suo trasferimento allo Schaffhausen.

## Palmarès

### Individuale
- Capocannoniere della Challenge League: 1

2014-2015 (19 reti)